# Sysinternals
Windows Sysinternals는 마이크로소프트 테크넷 웹사이트의 일부이며, 마이크로소프트 윈도우 환경을 관리, 진단, 문제 해결, 모니터링하는 기술 자료 및 유틸리티를 제공한다. 원래 Sysinternals 웹사이트(과거 명칭: ntinternals)는 1996년에 개설되었으며 오스틴에 위치한 Winternals Software LP가 운영하였다. 소프트웨어 개발자 Bryce Cogswell과 마크 러시노비치가 시작하였다. 마이크로소프트는 2006년 7월 18일 Winternals과 그에 속한 자산을 인수하였다.
이 웹사이트는 마이크로소프트 윈도우를 구동하는 컴퓨터를 관리하고 모니터링하는 여러 프리웨어 도구들을 갖추고 있다. 이 소프트웨어는 현재 마이크로소프트에서 볼 수 있다. 이 회사는 자료 복구 유틸리티와 프리웨어 도구들의 프로페셔널 에디션들도 판매하였다.

## 제품
Windows Sysinternals는 수많은 무료 유틸리티들을 사용자에게 제공하며 그 중 대부분은 마크 러시나비치와 브라이스 콕스웰에 의해 활발히 개발되고 있으며, 그 중에는 윈도우 작업 관리자의 고급 버전인 프로세스 익스플로러, Windows Sysinternals가 가장 고급적인 시작 프로그램 관리자로 주장하는 Autoruns, 루트킷 감지 유틸리티 RootkitRevealer, Contig, PageDefrag 및 65개의 기타 유틸리티가 있다. NTFS 볼륨을 마이크로소프트의 MS-DOS 운영 체제에서 읽을 수 있게 허용하는 NTFSDOS는 개발이 중단되어 더 이상 다운로드를 제공하지 않는다.